# 堕落した労働者国家
堕落した労働者国家（だらくしたろうどうしゃこっか、ロシア語: Теория деформированного рабочего государства、英語: degenerated workers' state）とは、1930年代より使用されているトロツキズムの政治的用語の1つで、1923年にヨシフ・スターリンらが実質的に権力掌握した以降のソビエト連邦を指す。また、モンゴル人民共和国を含む場合もある。

## 用語
「堕落した労働者国家」の用語は、レフ・トロツキーの「裏切られた革命」や、他の著作で開発されたが、その起源はウラジーミル・レーニンの常套句の「ソビエト連邦は官僚的に変形された労働者国家」である。

## トロツキストによる定義
トロツキストによる定義では、1923年にスターリンらの権力掌握(ソヴェト・テルミドール)以後、官僚的なカースト制が確立されたが、政治的支配であり、プロレタリア革命によって樹立された生産様式そのものは転覆されていないため新しい社会的・経済的支配階級とはならなかった、とする。ソビエト連邦が「堕落した労働者国家」であるとの理論は、ソビエト連邦で政治革命 (en)を起こすべきであるが、資本主義者の復古に対してはソビエト連邦を防衛すべきである、とのトロツキーの主張と密接な関連がある。
この用語の意味では、「堕落した労働者国家」では労働者階級がブルジョワジーから権力を奪取し続け、生産手段は社会的所有であり続けているが、しかしその後に権力は非民主的で説明責任を持たない官僚に奪われ、革命は堕落した、とする。
「堕落した労働者国家」の用語は、通常はソビエト連邦のみに対して使われている。東欧や中国の人民民主主義諸国に対しては、これらの諸国の体制がもともとスターリン主義体制であったとして、「堕落した」とは言われず、「歪曲された労働者国家」との用語が使われる。だが、一部のトロツキスト党派は、プロレタリア革命によらずに樹立された国家が労働者国家ではありえないとして、人民民主主義諸国を資本主義国家としている。

## 批評・批判
ソビエト連邦の支持者の側の考えでは、ソビエト連邦は健全な労働者国家であり、この理論はトロツキスト運動内部からも、他の社会主義者からも批判されている、とする。
トロツキストもしくはそれから分裂した勢力からは、類国家資本主義や官僚的集産主義(en)などの別の主張が提起されてきた。
一方、ドミトリー・ヴォルコゴーノフらに代表されるソビエト批判の観点からは、スターリン体制の元凶はトロツキーも所属したボリシェヴィキ体制そのものであると批判される。